# José Manuel Traba
José Manuel Traba López (Finisterre, La Coruña, España, 29 de septiembre de 1957) es un exfutbolista español que se desempeñaba como delantero.

## Clubes
| Club                         | País   | Año       |
| ---------------------------- | ------ | --------- |
| R. C. Deportivo de La Coruña | España | 1975-1988 |